# Henry Curtis Beardslee

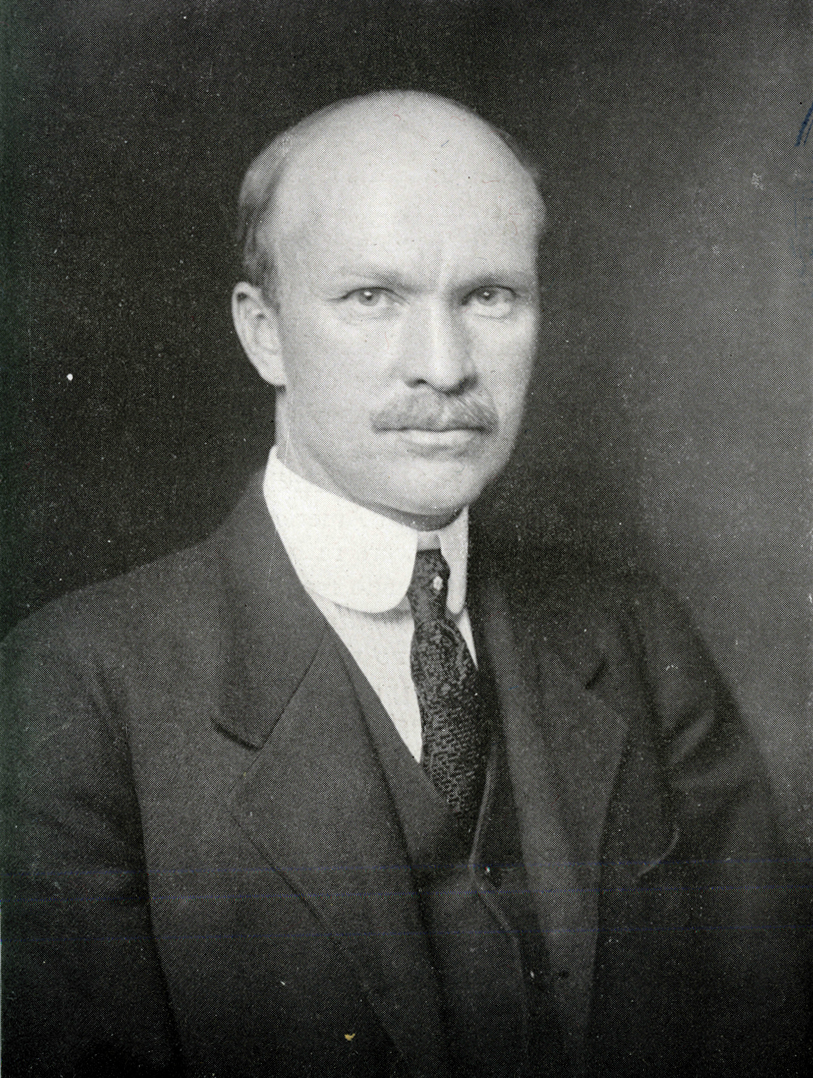
Henry Curtis Beardslee

Henry Curtis Beardslee (28 de setembro de 1865 - 1 de janeiro de 1948) foi um micologista norte-americano. Publicou várias obras com William Chambers Coker e trabalhou na Flórida com Gertrude Simmons Burlingham depois que ambos se aposentaram.
Beardslee formou-se na Painesville High School, em Painesville, Ohio em 1883. Graduou-se na Western Reserve University em 1889.

## Espécies descritas
- Amanita cylindrispora Beardslee 1936
- Amanita mutabilis Beardslee 1919
- Boletus betula Beardslee 1902
- Boletus carolinensis Beardslee
- Boletus rubinellus Beardslee
- Cortinarius robustus Beardslee
- Lactarius cognoscibilis Beardslee & Burl. 1940
- Lactarius floridanus Beardslee & Burl. 1940
- Lactarius imperceptus Beardslee & Burl. 1940
- Lactarius limacinus Beardslee & Burl. 1940
- Lactarius paradoxus Beardslee & Burl. 1940
- Lactarius proximellus Beardslee & Burl. 1940
- Lactarius pseudodeliciosus Beardslee & Burl. 1940
- Lepiota caerulea Beardslee
- Lepiota floccosa Beardslee
- Lepiota parva Beardslee
- Mycena anomala Beardslee 1924
- Mycena glutinosa Beardslee 1934
- Russula admirabilis Beardslee & Burl. 1939
- Russula cinerascens Beardslee 1918
- Russula flava Beardslee
- Russula heterospora Beardslee 1934
- Russula magna Beardslee 1918
- Russula pungens Beardslee 1918
- Russula rubescens Beardslee 1914
- Volvaria cinerea Beardslee